# باشگاه فوتبال نانیتون تاون
باشگاه فوتبال نانیتون تاون (به انگلیسی: Nuneaton Town) یک باشگاه فوتبال در شهر نانیتون، شهرستان وارویک شایر کشور انگلستان است که در سال ۱۸۸۹ میلادی تأسیس شده‌است.